# Manjhanpur
Manjhanpur is een nagar panchayat (plaats) in de Indiase staat Uttar Pradesh. Het is de hoofdplaats van het district Kaushambi.

## Demografie
Volgens de Indiase volkstelling van 2001 wonen er 14.150 mensen in Manjhanpur, waarvan 53% mannelijk en 47% vrouwelijk is. De plaats heeft een alfabetiseringsgraad van 55%.